# Dragon Quest: Dấu ấn Roto
Dragon Quest - Dấu ấn Roto (Nhật: ドラゴンクエスト列伝 ロトの紋章, Hepburn: Doragon Kuesuto Retsuden: Roto no Monshō, Anh: Dragon Quest Saga: Emblem of Roto / Dragon Quest - The Mark of Erdrick) là một bộ truyện tranh Nhật Bản, dựa trên cốt truyện của bộ ba game Dragon Quest III - I - II (còn gọi là Roto Trilogy hay Erdrick Trilogy). Dragon Quest - Dấu ấn Roto có một phần hậu truyện trực tiếp là Dragon Quest - Dấu ấn Roto - Những người kế thừa, cùng phần ngoại truyện Dragon Quest - Dấu ấn Roto Returns, cùng một số ngoại truyện lẻ khác đăng trên tạp chí.